# CINI
CINI (internationaal bekend als Child In Need India en in India als het Child In Need Institute) is een internationale humanitaire organisatie, opererend vanuit Calcutta in India en Verona in Italië. De organisatie werd  in 1974 opgericht door de Indiase kinderarts Samir Chaudhuri.
CINI richt zich op gezondheid, voeding, onderwijs en bescherming van kinderen en moeders.